# Ндир, Маймуна Суранг
Маймуна Суранг Ндир (фр. Maïmouna Sourang Ndir; род. 3 октября 1952, Сен-Луи, Французская Западная Африка) — сенегальский политик и дипломат. С 2002 по 2007 год занимала ряд министерских постов в правительствах Сенегала. С 2009 по 2012 год служила послом Сенегала во Франции, Андорре и Монако. Командор ордена Заслуг (Сенегал) и ордена Святого Карла (Монако). Великий офицер ордена «За заслуги» (Франция).

## Биография

### Образование
Родилась 3 октября 1952 года в Сен-Луи. Дочь сенегальской писательницы Фату Нианг Сиги. В 1996 году окончила со степенью магистра социальных наук Университет Лаваля в Квебеке, в Канаде. Также получила государственный диплом социального работника в Национальной школе ассистентов и педагогов специального образования в Сенегале.

### Государственная служба
В 1997 году поступила на государственную службу консультантом, а через год стала директором по вопросам благосостояния семьи, расширения прав и возможностей женщин, инвалидов, предпринимателей и прав ребёнка. В 2001 году возглавила программу «Стратегии социального развития» в рамках Департамента социального развития. С 1998 по 2002 год была экспертом по Сенегалу в Третьем комитете ООН. С 6 ноября 2002 по 22 августа 2003 года работала министром социального развития в первом правительстве Секи. Затем во втором правительстве Секи с 22 августа 2003 по 21 апреля 2004 года возглавляла Министерство малого и среднего бизнеса и микрофинансирования. С 21 апреля 2004 по 19 июня 2007 года в первом и втором правительствах Салла занимала пост министра жизненной среды и отдыха. Ндир является членом Сенегальской демократической партии.

### Дипломатическая карьера
В 2009 году президент Абдулай Вад назначил Ндир послом Сенегала во Франции (с 26 января), Монако (с 23 июня) и Андорре (с сентября). Она стала первой женщиной-дипломатом Сенегала, которая получила должность посла этой страны во Франции. Однако назначение Ндир вызвало критику со стороны сенегальской прессы. В частности, подчёркивалось то, что ей не хватало опыта для этой должности, поскольку на момент назначения она не была старшим государственным служащим или профессиональным дипломатом. На отсутствие опыта дипломатической службы у Ндир говорилось и в части французской прессы. Другая её часть, напротив, указывала на не состоятельность подобных претензий. В прессе появилась информация о том, что в назначении Ндир на должность посла во Франции большую роль сыграл сын президента Карим Вад, оказавший давление на французские власти, так, как Ндир была членом его ассоциации. После избрания президентом Маки Салла новое правительство в апреле 2012 года отозвало Ндир обратно в Дакар.